# Пупьялес
Пупьялес (исп. Pupiales) — город и муниципалитет на юго-западе Колумбии, на территории департамента Нариньо. Входит в состав провинции Обандо.

## История
Поселение, из которого позднее вырос город, было основано Себастьяном де Белалькасаром 29 января 1536 года. Муниципалитет Пупьялес был выделен в отдельную административную единицу в 1734 году.

## Географическое положение

Муниципалитет Пупьялес

Город расположен в юго-восточной части департамента, в горной местности Центральной Кордильеры, на расстоянии приблизительно 50 километров к юго-западу от города Пасто, административного центра департамента. Абсолютная высота — 2974 метра над уровнем моря.
Муниципалитет Пупьялес граничит на севере с территорией муниципалитета Сапуес, на северо-западе — с муниципалитетом Гуачукаль, на западе и юго-западе — с муниципалитетом Альдана, на юге и юго-востоке — с муниципалитетом Ипьялес, на востоке — с муниципалитетом Гуальматан, на северо-востоке — с муниципалитетом Илес. Площадь муниципалитета составляет 130,5 км².

## Население
По данным Национального административного департамента статистики Колумбии, совокупная численность населения города и муниципалитета в 2015 году составляла 19 388 человек.
Динамика численности населения муниципалитета по годам:
| 2005   | 2006   | 2007   | 2008   | 2009   | 2010   | 2011   | 2012   | 2013   | 2014   | 2015   |
| ------ | ------ | ------ | ------ | ------ | ------ | ------ | ------ | ------ | ------ | ------ |
| 18 404 | 18 521 | 18 628 | 18 734 | 18 830 | 18 938 | 19 029 | 19 122 | 19 223 | 19 308 | 19 388 |

Согласно данным переписи 2005 года мужчины составляли 48,8 % от населения Пупьялеса, женщины — соответственно 51,2 %. В расовом отношении белые и метисы составляли 95,4 % от населения города; индейцы — 4,5 %; негры, мулаты и райсальцы — 0,1 %.
Уровень грамотности среди всего населения составлял 92,9 %.

## Экономика
Основу экономики Пупьялеса составляет сельское хозяйство.
70,3 % от общего числа городских и муниципальных предприятий составляют предприятия торговой сферы, 21,1 % — предприятия сферы обслуживания, 7,7 % — промышленные предприятия, 0,9 % — предприятия иных отраслей экономики.

## Транспорт
К западу от города расположен аэропорт.